# Microdebilissa argentifera
Microdebilissa argentifera là một loài bọ cánh cứng trong họ Cerambycidae.